# Liliana Porter
Liliana Porter (Buenos Aires, 1941) es una artista contemporánea argentina que reside en Nueva York desde 1964. Trabaja en múltiples medios incluyendo grabado, pintura, dibujo, fotografía, instalación, teatro, video y arte público.

## Biografía
Nació en Buenos Aires, Argentina en 1941. Formada en la Escuela Nacional Manuel Belgrano de Buenos Aires y en la Escuela Nacional de Bellas Artes Prilidiano Pueyrredón de la misma ciudad. También asistió al taller de grabado de la Escuela Superior de Bellas Artes de la Nación Ernesto de la Cárcova dirigida en ese período por el grabador Fernando López Anaya. Este último y Ana María Moncalvo fueron sus más influyentes profesores de grabado. De 1958 a 1961 vivió en la Ciudad de México. Allí estudió con el colombiano Guillermo Silva Santamaría y con el artista alemán Mathias Goeritz en la Universidad Iberoamericana y en el Taller de La Ciudadela.
Fue en México también donde presentó sus primeras exposiciones. En 1964, viaja a Nueva York donde reside desde entonces. Junto con los artistas Luis Camnitzer y José Guillermo Castillo cofundaron el taller de grabado The New York Graphic Workshop.
Porter ha enseñado en el Porter-Wiener Studio, Printmaking Workshop, SUNY Purchase and State University of New York at Old Westbury y fue profesora del Queens College, en la Universidad de Nueva York, entre 1991 y 2007

## Sobre su obra
Utiliza objetos y miniaturas para incorporarlas en su trabajo en collages, fotografías, instalaciones o videos, donde construye fábulas visuales que enlazan el enigma con la fascinación.
Porter cita como influencias en su trabajo a Luis Felipe Noe, Giorgio Morandi, Roy Lichtenstein, el grupo de Arte Povera , y las Guerrilla Girls..
Ha exhibido su trabajo en más de 35 países y en más de 450 exhibiciones colectivas incluyendo en el Museum of Modern Art, el Whitney Museum of American Art, New Museum, el Museo Tamayo, el Blanton Museum of Art, J. Paul Getty Museum, CentroCentro (Madrid), entre otros.
Su trabajo es parte de colecciones privadas y públicas en el Tate Modern, Museum of Modern Art, Whitney Museum of American Art, Museo Nacional de Bellas Artes en Buenos Aires, Philadelphia Museum of Art, Museo de Bellas Artes en Santiago, Fogg Art Museum at Harvard University, Museo de Arte Moderno en Bogotá, Museo del Barrio, Metropolitan Museum of Art, Smithsonian American Art Museum, Museo Nacional Centro de Arte Reina Sofía, y la Colección Daros.
Ha realizado proyectos comisionados por el MTA of New York City en su programa Arts for Transit and Urban Design, un programa dedicado a crear arte público para las estaciones de metro de la ciudad de Nueva York. En 1994 Porter creó una serie de mosaicos Alice: The Way Out, con imágenes inspiradas en Alicia en el paías de las Maravillas de Lewis Caroll para la 50th street subway station.
En 2012, colaboró con la artista uruguaya Ana Tiscornia Untitled With Sky, un vitral para la estación de tren Scarborough. Porter y Tiscornia son pareja y han colaborado en otros proyectos presentando su trabajo en enero de 2013 en la Galería del Paseo in Montevideo, Uruguay.
En 2015 inauguró la nueva sede de la galería Ruth Benzacar de Buenos Aires, con su muestra "Reparar el piano y otros compromisos".
Liliana Porter figura en el libro Grandes Mujeres Artistas, donde se narra la historia de 400 artistas durante un periodo de cinco siglos.

## Premios
- 1980, Beca Guggenheim.
- 1985, 1996, 1999The New York Foundation for the Arts Fellowship.
- 1992, Premio Konex en Técnicas Mixtas.
- 1994, NEA Mid-Atlantic Regional Fellowship.
- 1994 - 2004, Premio de Investigación Professional Staff Congress Universidad de la Ciudad de Nueva York.
- 2002, Premio Konex de Platino en Técnicas Mixtas.[15]
- 2012, Premio Konex en Arte Conceptual.
- 2022, Premio Konex Mención Especial.
- 2023, Premio Tomás Francisco Prieto.[16]

## Publicaciones
- Gainza, Maria. «Liliana Porter: Centro Cultural Recoleta». 2004-03. p. 190. Archivado desde el original el 12 de julio de 2011. Consultado el 10 de marzo de 2018.
- Sorkin, Jenni (abril de 2002). «Liliana Porter». frieze. Archivado desde el original el 24 de octubre de 2012.
- Bazzano-Nelson, Florencia (2008). Liliana Porter and the Art of Simulation. Ashgate Publishing. Archivado desde el original el 22 de septiembre de 2015. Consultado el 10 de marzo de 2018.